# Étienne Charles de Loménie de Brienne

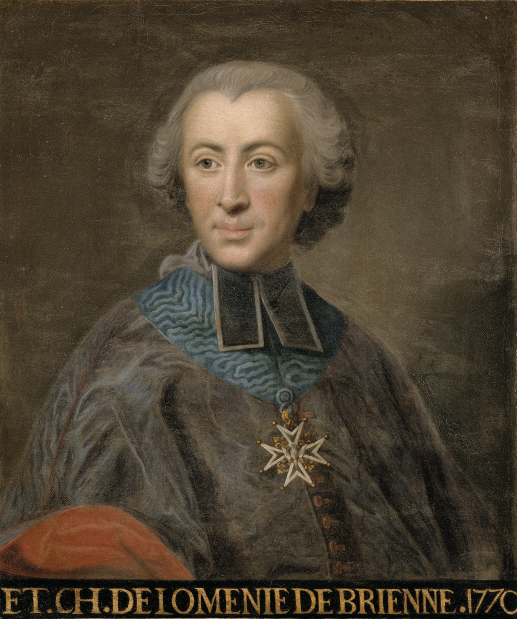
Étienne Charles de Loménie de Brienne als Erzbischof von Toulouse (Ölgemälde von 1770, Schloss Versailles)

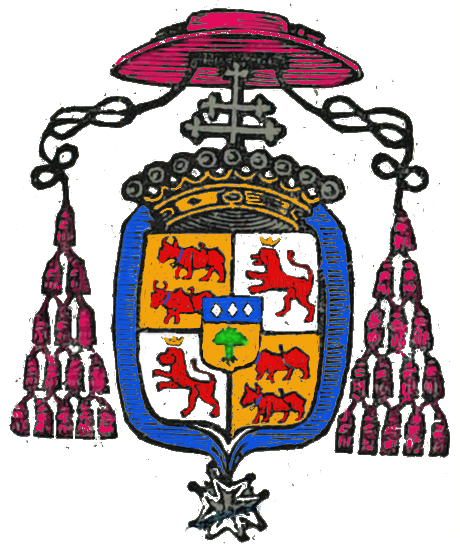
Kardinalswappen

Étienne Charles de Loménie de Brienne (* 9. Oktober 1727 in Paris; † 16. Februar 1794 in Sens) war französischer Politiker und Kleriker.

## Leben
Brienne gehörte zur Familie Limousin, die man bis ins 15. Jahrhundert zurückverfolgen kann. Nach einer brillanten Karriere als Student trat er in eine Laufbahn in der Kirche ein, da dies als der beste Weg erschien, eine bedeutsame Stellung zu erlangen. 1751 wurde er Doktor der Theologie, obwohl es Zweifel an der Orthodoxie seiner Dissertation gab. 1752 wurde er zum Großvikar des Erzbischofs von Rouen ernannt.
Nachdem er eine Reise nach Rom gemacht hatte, wurde er Bischof von Condom (1760), und 1763 wurde er ins Erzbistum von Toulouse versetzt. Er hatte viele berühmte Freunde, darunter Turgot, den Abbé Morellet und Voltaire, und 1770 wurde er Akademiker. Bei drei Gelegenheiten war er Vorsitzender des Büros der Jurisdiktion bei der Generalversammlung des Klerus; er interessierte sich auch für aktuelle politische und soziale Fragen und wandte sich mit einer Reihe von Schriften über diese Themen an Turgot, von denen besonders eine über die Armenfrage bemerkenswert ist.
1787 war er Mitglied in der Notablenversammlung; in dieser Funktion griff er die Finanzpolitik von Calonne an, dem er am 1. Mai 1787 als Leiter des Finanzministeriums nachfolgte. Einmal an der Macht gelang es ihm, dass das Parlement de Paris Edikte registrierte, die sich um den inneren Freihandel, die Einrichtung provinzieller Versammlungen und die Ablösung der corvée (Frondienststeuer) drehten. Als das Parlement es ablehnte, seine Edikte zur Stempelsteuer und zu einer vorgeschlagenen neuen allgemeinen Grundsteuer zu registrieren, überzeugte er den König, ein lit de justice abzuhalten, um die Registrierung durchzusetzen. Um die Opposition gegen diese Maßnahmen zu ersticken, überredete er den König, das Parlement nach Troyes zu exilieren (18. August 1787). Nachdem das Parlement zugestimmt hatte, die Steuer der zwei vingtièmes (Zwanzigster, eine direkte Steuer auf alle Einkommensarten) um zwei Jahre zu verlängern, verzichtete er auf die Registrierung der Stempelsteuer sowie der Territorialsteuer und berief die Abgeordneten zurück nach Paris. Aber einem weiteren Versuch, das Parlement zur Registrierung eines Edikts zu zwingen, mit dem ein Darlehen von 120 Millionen Livres aufgenommen werden sollte, stand eine vehemente Opposition entgegen. Der Kampf des Parlements gegen die Unfähigkeit Briennes endete am 8. Mai damit, dass es seiner eigenen Abschaffung zustimmte; allerdings unter der Bedingung, dass die Generalstände einberufen werden sollten, um die Krise des Staats zu beheben.
Brienne, der in der Zwischenzeit zum Erzbischof von Sens ernannt worden war, sah sich nun einer fast allumfassenden Opposition entgegen; er war gezwungen, das Cour plenière aufzulösen, das an die Stelle des Parlaments hatte treten sollen, und er musste die Einberufung der Generalstände versprechen. Aber selbst diese Zugeständnisse reichten nicht, um ihn an der Macht zu halten, und am 29. August musste er zurücktreten. Immerhin hatte er während seiner Regierungszeit zum Erlass des Edikts von Versailles beigetragen. Am folgenden 15. Dezember wurde er zum Kardinal ernannt und ging nach Italien, wo er zwei Jahre verbrachte. Nach dem Ausbruch der Revolution kehrte er nach Frankreich zurück und leistete 1790 den Eid auf die Zivilverfassung des Klerus.
Er wurde vom Papst nicht anerkannt und musste 1791 musste auf Anweisung von Pius VI. seinen Kardinalshut wieder abgeben. Sowohl sein Verhalten in der Vergangenheit als sein gegenwärtiges machten ihn zum Ziel von Verdächtigungen durch die Revolutionäre; er wurde am 9. November 1793 in Sens verhaftet und starb am 16. Februar 1794 im Gefängnis, entweder durch einen Schlaganfall oder durch Gift.
1770 wurde er Mitglied der Académie française und 1787 Ehrenmitglied der Académie royale des sciences sowie der Académie des Inscriptions et Belles-Lettres in Paris.